# 基哥哥愛之船
基哥哥愛之船是美國成人動畫電視劇《南方四賤客》第1季的第4集，於1997年9月3日透過喜劇中心頻道在美國首播。在該集中，屎蛋養了一隻同性戀的狗斯帕基（Sparky），由於同儕及眾人對同性戀的歧視，屎蛋決定改變斯帕基，反而讓斯帕基逃到同性戀動物庇護所（Big Gay Al's Big Gay Animal Sanctuary）。最後，屎蛋開始能理解同性戀，並試圖讓南方公园的每個人學會接納同性戀。
該集由《南方四賤客》主創特雷·帕克和馬特·斯通編劇，並由帕克執導。《基哥哥愛之船》以當時少有的手法處理同性戀議題，這讓喜劇中心的高管備感焦慮。該電視頻道最初反對劇中體育賽事播報員口中的一些侮辱性言詞，但帕克與斯通堅持保留。佐治·古尼在劇中客串聲演斯帕基，一個除了狗吠以外沒有任何台詞的配角。角色基哥哥在該集中首次亮相。
《基哥哥愛之船》對同性戀的描述得到多數評論家的正面評價。該集是主創帕克和斯通在第1季中最喜歡的一集，兩人認為，該集有助於提高《南方四賤客》早期的可信度及與社會關聯的密切程度。《基哥哥愛之船》入圍了艾美獎的最佳動畫節目獎及GLAAD媒體獎的最佳單集獎，並代表《南方四賤客》榮獲CableACE獎的最佳動畫電視劇獎。

## 劇情
一天早上，屎蛋的新寵物狗斯帕基（Sparky）跟著屎蛋、凱子、阿ㄆㄧㄚˇ及阿尼一起到巴士站等校車。屎蛋認為斯帕基是全南方公园中最勇猛的狗；但斯帕基突然跳到另一隻公狗身上與之性交，阿ㄆㄧㄚˇ便稱斯帕基是同性戀。南方公園的美式足球隊乳牛隊（Cows）訓練時，屎蛋的叔叔金寶及戰友阿諾出現，並問教練老爹今年乳牛隊能不能在與中央公園小學的牛仔隊（Cowboys）的比賽中，不讓牛仔隊贏70分。在看到四分衛屎蛋一記漂亮的長傳得分後，信心大增的金寶與阿諾前去博彩公司，押下500美元的賭注，賭乳牛隊能不讓牛仔隊贏70分。結果，眾人紛紛跟著兩人掏出錢來下注，並威脅金寶，要是他們賭輸便會找他算帳。為了贏得賭局，金寶與阿諾開始進行策畫，並意外獲悉約翰·史坦摩斯的兄弟理查（Richard）將會在中場休息時間演唱《愛你》。於是，兩人打算在理查唱到《愛你》的最高音時，引爆裝設在牛仔隊吉祥物上的炸彈。
隔天，屎蛋問葛屁老師何謂同性戀，葛屁老師稱「同性戀者是惡魔」。聽完葛屁老師的話後，屎蛋決定改造斯帕基，但徒勞無功。屎蛋憤怒且沮喪地抱怨為什麼他的寵物狗是同性戀而不是一隻像Rin Tin Tin一樣的猛狗。聽到這番話的斯帕基逃到了山上，並看到了同性戀動物庇護所（Big Gay Al's Big Gay Animal Sanctuary）。發現斯帕基逃走的屎蛋跑到山上去找牠，因而錯過了美式足球比賽。屎蛋在同性戀動物庇護所找到了斯帕基，庇護所的基哥哥帶屎蛋參加「同性戀之旅」，讓屎蛋了解並學會接納同性戀。與此同時，理查·史坦摩斯在中場休息時沒能唱到《愛你》的最高音，導致炸彈沒有引爆。
到了比賽的尾聲，屎蛋帶著斯帕基來到了球場，加入比賽。屎蛋將球傳給凱子，凱子在最後一刻達陣得分。該場比賽的最終比數為73分比6分，牛仔隊只贏了67分，金寶與眾人贏得了賭局。比賽結束後，屎蛋告訴南方公园的居民們有關同性戀動物庇護所的事，並告訴眾人要懂得接納同性戀。屎蛋帶著眾人去同性戀動物庇護所，卻發現原先庇護所所在之處一無所有。然而，南方公园的居民們找到了他們失蹤的寵物。這時，基哥哥現身，感謝屎蛋讓眾人了解同性戀，隨後便離開了。最後，理查·史坦摩斯突然冒了出來，唱出了《愛你》的最高音，向大家證明自己能唱到《愛你》的最高音了。他的這一舉動引爆了牛仔隊吉祥物上的炸彈。

## 製作

### 構想及早期創作歷程
《基哥哥愛之船》的劇情源自《南方四賤客》主創特雷·帕克和馬特·斯通的一個想法：一名男孩試圖讓他同性戀的寵物狗不再是同性戀。帕克的兒時玩伴兼劇中角色阿諾的參照對象麥克·史密斯（Michael Smith）表示，基哥哥的形象取材自美國科羅拉多州費爾普萊的一位居民。費爾普萊的一位牧師史密斯（Smith）說道，「我們叫他大艾爾（Big Al，而基哥哥的英文名則是Big Gay Al），他每年都會為了費爾普萊日穿上女性服飾。他住在城外，這就是為什麼劇中同性戀動物庇護所會在山上」。不過，斯通表示，基哥哥之名和他的同性戀動物庇護所的想法出自《南方四賤客》的製作人兼編劇帕姆·布雷迪。
該集在1997年製作。在當時，一部電視劇以開放的手法來處理同性戀議題是相當罕見的，何況是一部卡通。帕克與斯通指出，喜劇中心的高管對《基哥哥愛之船》的憂心程度「勝過《南方四賤客》的前幾集」。帕克表示，「我不認為他們曾真正勸阻過，但他們肯定嚇壞了」。然而，喜劇中心大力反對劇中體育賽事播報員口中的一些侮辱性言詞。劇中播報員看著凱子衝向達陣區，說道「自1938年的波蘭以來我從沒見過跑這麼快的猶太人！」喜劇中心尤其反對這句影射納粹德國於1939年侵略波蘭的台詞。該笑話取自現實世界中一些口不擇言而飽受抨擊的體育播報員。斯通表示，該橋段是為了揶揄播報員，目的並非笑話的主題。在與喜劇中心「力爭」（斯通的說法）後，兩人得以保留該句台詞。在定好播出時間後，《電視指南》因怕冒犯觀眾，不願在在廣告中打上原劇名，便以《Big Al's Boat Ride》（去掉了Gay）取而代之。
《基哥哥愛之船》由特雷·帕克與馬特·斯通編劇，並由帕克執導。帕克和斯通稱該集為兩人在第1季中最喜歡的一集:W5，指出該集有助於提高《南方四賤客》早期的可信度及與社會關聯的密切程度。雖然《南方四賤客》的第1季飽受評論家的批評，評論家認為其令人厭惡且極度冒犯人。對此，帕克特別為《聖誕便便，黃金先生》及《基哥哥愛之船》辯護，指出這兩集包含介於道德觀與半吊子幽默間的「甜美一面」。斯通也表示，這兩集是最為人津津樂道的《南方四賤客》劇集。

### 劇集製作
演員喬治·克隆尼在劇中客串聲演屎蛋的狗斯帕基，一個除了狗吠以外沒有任何台詞的配角。克隆尼是《南方四賤客》的粉絲之一。帕克表示，他們之所以決定讓著名演員來為斯帕基這個小角色配音，是因為「我們認為這很有趣」，而另一個原因則是他們想呈現出不同於另一動畫喜劇《辛普森家庭》（該劇時常會有知名人士客串配音）之處。帕克補充道，「《南方四賤客》專門抨擊那些名人，而我們還想以其他形式貶低他們。我們讓名人客串劇中，但給他們一些微不足道的小配角」。喜劇中心對於克隆尼的客串備感興奮，但帕克表示，他們在得知克隆尼配音的角色是如此的微不足道時感到十分失望。

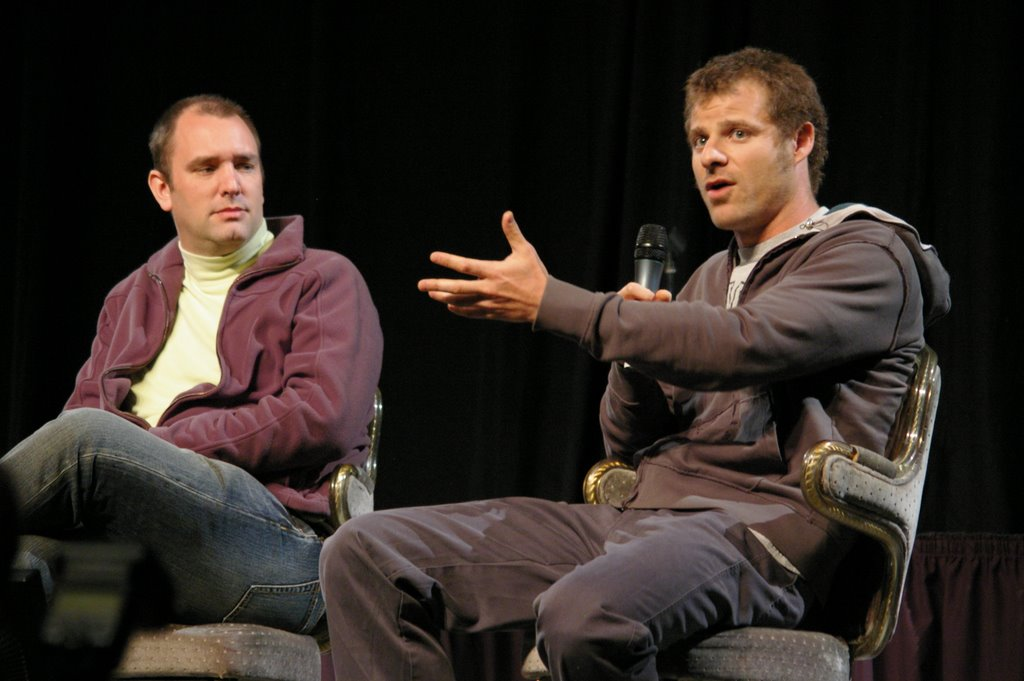
《南方四賤客》主創特雷·帕克（左）和馬特·斯通（右）撰寫了該集的劇本

《南方四賤客》的動畫師使用Alias的軟體PowerAnimator來製作該集。舞廳場景中的複雜燈光是對動畫師而言的一大挑戰。《南方四賤客》的動畫師艾瑞克·史陶表示，《基哥哥愛之船》讓技術總監花上「半天左右」的時間來完成一個簡單的場景。帕克對該集的動畫感到相當滿意，並稱自己相信《南方四賤客》的樣貌已開始步上軌道。帕克表示，「我認為我們終於做對了，我們終於拍出了正確的視覺觀感」。然而，該集中仍包含了一些錯誤之處，如美式足球場上，老爹站在10碼的標記處等。帕克表示，動畫師們為了製作劇中的雪地橋段費了一番功夫，但最終他們並不怎麼喜歡其呈現出來的效果。
基哥哥帶著屎蛋進行「同性戀之旅」時發表的言論取自史陶在佛羅里達州奧蘭多的華特迪士尼世界度假區擔任「叢林巡禮導遊」時的演說內容。劇組刻意將劇中美式足球球員頭盔和球衣上的髒汙弄成「勞作紙上的污跡」的樣子。此舉的目的是為了維持《南方四賤客》中一貫的剪紙風格。角色大頭·斯多奇與克萊·多羅溫在美式足球賽中客串，但劇中未提及他們的名字。
在一個球賽的場景中，有一個和日後出場的非裔美國人角色陶侃·黑長得一模一樣的白人角色。《基哥哥愛之船》背景中的角色都穿著與陶侃·黑相同的服裝。帕克解釋道，這是動畫師將不同的頭放在相同的身體上以迅速製造人群效果的後果。基哥哥說完「現在我的工作完成了」這句話後消失在手提箱裡的那一刻是斯通的最愛，儘管他承認「這沒有什麼意涵」。帕克表示，當時兩人之所以會設計出這個橋段僅僅因為他們「想不出該如何擺脫這個角色」。帕克說，「我們並不是每一集都要他出場，（所以我們想）要怎麼不讓他每集都出場？」

## 主題
麥可·托皮亞諾（Michael Tropiano）與史蒂芬·托皮亞諾（Stephen Tropiano）在他們的書中寫道，《基哥哥愛之船》透過同性戀角色斯帕基與基哥哥探索了同性戀的核心主題。基哥哥後續在第5季的劇集《殘障大戰》中再度出場。一些評論家指出，該集鼓勵人們要包容同性戀——主人翁屎蛋在得知自己的寵物狗是個同性戀時感到憤怒與沮喪，但最終學會接受同性戀，並得出結論，人們應該懂得接納他人的不同。基哥哥的形象有許多傳統的同性戀特徵，如他的聲音和穿著。雖然有部分的人將之稱為「具煽動性的」，但部分評論家表示，劇組給基哥哥的同性戀特徵其實是為了諷刺。威斯康辛大學麥迪遜分校文化媒體研究博士生尼克·馬克思（Nick Marx）與麥特·尚科維奇（Matt Sienkiewicz）在2009年的一篇文章中寫道，「這些劇集並不是一堆互不相干的劇集，它們有一個共同的諷刺性主題，就像《辛普森家庭》」。
傑佛瑞·安德魯·韋恩史塔克（Jeffrey Andrew Weinstock）在《嚴肅對待南方四賤客》（Taking South Park Seriously）一書中指出，《基哥哥愛之船》也透過屎蛋和其他角色對斯帕基來探索並諷刺人們對同性戀的反應，如屎蛋承認，他並不知道何謂同性戀，只知道它是件壞事。另外，阿ㄆㄧㄚˇ向屎蛋說，斯帕基可能去買皮褲了。該橋段就是在諷刺人們對所有男同性戀都追隨皮革次文化的刻板印象。史塔泰納·萊斯利（Stratyner Leslie）與詹姆斯·R·凱勒（James R. Keller）在他們的書《深入南方四賤客》（The Deep End of South Park）寫道，該集亦抨擊了對同性戀有仇恨及誤解的反LGBT人士及右翼活動家，如常公開發表反同性戀言論的基督教徒傑瑞·法威爾與弗雷德·菲爾普斯。兩人亦指出，葛屁老師譴責同性戀者的橋段說明了這一點——根深蒂固的恐同性戀意識往往源自自己的性向。有評論寫道，《南方四賤客》對同性戀有種「酷兒」的態度，並稱其「不強調包容，而是曖昧地肯定同性戀」。

## 文化參照與彩蛋

劇中的虛構角色理查·史坦摩斯

劇中，南方公园的美式足球隊與來自科羅拉多州的中央公園比賽。中央公園與南方公园相同，都取材自科羅拉多州中北部的落磯山脈的一個盆地。馬特·斯通表示，中央公園的孩子看起來比南方公园的孩子更酷更富有，因為那是真實版南方公园居民眼中中央公園人們的樣子。在中場休息時間演唱的角色理查·史坦摩斯（Richard Stamos）是約翰·史坦摩斯的虛構兄弟。在現實世界，約翰·史坦摩斯是一位演員，代表作為電視劇《歡樂滿屋》及《急診室的春天》。特雷·帕克與馬特·斯通在創作《基哥哥愛之船》時並不認識史坦摩斯，且兩人因史坦摩斯在《急診室的春天》中的角色而認為史坦摩斯是個「人渣」，帕克甚至認為他「令人厭惡」。然而，自該集播出後，帕克和斯通認識了史坦摩斯，並發現他其實是個「非常、非常酷的傢伙」。約翰·史坦摩斯告訴兩人，他很喜歡劇中的理查·史坦摩斯。理查·史坦摩斯在劇中演唱的歌曲為創作歌手美妮·麗柏頓於1975年推出的單曲《愛你》。帕克表示，他之所以會選擇該首歌曲，是因為他認為這首歌是同性戀圈子裡的一首流行歌，也因為「我一直都很討厭那首歌，我討厭那時代的任何一首歌，說真的。那只是個對音樂而言的可怕時代」。
在葛屁老師的課堂上，阿ㄆㄧㄚˇ交了一份有關電視劇《賽門與賽門》的報告，而非規定的亞洲文化。該集結尾中，基哥哥的離去方式惡搞自電影《博士的七張臉》（1964年）。劇中屎蛋抱怨為何斯帕基是一隻同性戀狗，並表示自己想要一隻像Rin Tin Tin一樣的猛狗。Rin Tin Tin是電視劇《Rin Tin Tin歷險記》裡的一隻狗。在「同性戀之旅」的橋段中有一些小角色客串，如唱著《我們是同性戀》（We Are Gay）的奧林匹克運動會花式滑雪選手布萊恩·博伊塔諾。該橋段為對迪士尼樂園的設施小小世界的戲仿。博伊塔諾曾客串出現在《聖誕精神》（1995年）中，同時也是後來《南方公園劇場版》（1999年）中的原創歌曲《布萊恩·博伊塔諾會怎麼做？》的取材對象。片尾播劇組成員名單時放的歌曲為帕克與斯通創立的龐克搖滾樂團DVDA的歌曲《現在你是個人》（Now You're a Man）。該曲亦出現在帕克與斯通的電影《哈啦神父High上天》（1997年）中。
該集中，體育賽事播報員的其中一句台詞「自羅德尼·金以來從沒看過這樣打的」影射1991年的事件，當時金遭到六名洛杉磯警察局（LAPD）警員暴力毆打。該事件讓洛杉磯的緊張情勢升高，引發了1992年洛杉磯暴動。播報員的另一句台詞「自休·葛蘭以來從未見過遭受如此打擊的英國人」指的是葛蘭於1995年6月因公開猥褻好萊塢妓女而被捕。葛蘭被罰1,180美元，緩刑兩年，並須接受有關愛滋病的輔導。在劇中，播報員有一句不完全的台詞「自……以來從沒見過這麼多孩童被猥褻」。有傳聞稱，該句台詞中斷掉的部分為「麥可·傑克森來到這個城市，其在首播後被審查去除，但未有證據支持該說法。
基哥哥為最受歡迎且辨識度最高的非常規《南方四賤客》角色之一。基哥哥後來還在《南方公園劇場版》中出場，擔任美國聯合勤務組織司儀。耶穌主持的節目《天國之音》（Jesus and Pals）在該集中首度出現。該節目曾在先前的劇集《增肥4000》提及，但並未實際出現。帕克和斯通特別請求喜劇中心讓他們將《天國之音》加入《南方四賤客》，並讓他們把耶穌設定為一名南方公园居民的想法付諸實現，來對他們先前的作品、《南方四賤客》的始祖《聖誕精神》致敬。喜劇中心對《南方四賤客》中耶穌的形象備感憂心，但仍未阻止帕克與斯通。2008年電視劇《殺戮一代》的其中一集《Screwby》中提到了《基哥哥愛之船》這一集。

## 播出與反響
《基哥哥愛之船》於1997年9月3日透過喜劇中心頻道在美國首播。喜劇中心的代表告訴媒體，該集獲得了那些認為自己是同性戀的觀眾的好評:F1。1998年，《紐約時報雜誌》的強納森·范·米特（Jonathan Van Meter）稱該集為「最佳劇集之一」，並稱讚《基哥哥愛之船》夾雜著道德信息及笑話。他亦褒獎了屎蛋與斯帕基之間的情誼，並寫道，「是什麼讓這個節目一直讓人感到被冒犯呢？答案就是這種甜美可愛但又不怎麼友善的感覺」。同年，北約克郡的刊物《廣告商》（The Advertiser）稱該集為「有史以來最佳集數之一」。同樣於1998年，《新聞週刊》的瑞克·馬林（Rick Marin）形容《基哥哥愛之船》「興高采烈地冒犯人且愚鈍到了極點」，但稱讚其「可愛及粗魯、遲鈍及幼稚兼具」。
2003年，《芝加哥論壇報》的艾倫·強森（Allan Johnson）稱讚了《基哥哥愛之船》中對同性戀的包容，並將其列為《南方四賤客》有史以來第10佳的集數。同年，芝加哥的刊物《紅眼》譽該集為《南方四賤客》第五佳的集數。2007年，《聖安東尼奧快報》的羅恩·陳（Lorne Chan）將《基哥哥愛之船》評為《南方四賤客》第二佳的運動主題集數，僅次於《禁藥滿門》，並稱讚劇中對體育賽事賭博一事的諷刺。同年，IGN的崔維斯·菲克特（Travis Fickett）給予該集8.4分（滿分10分）的評價，並挑出了幾個「偉大的片段」。菲克特特別稱讚了葛屁老師稱同性戀者是邪惡的，且血管裡流著「黑色的噁心液體」，以及耶穌正要在電視上表達他對同性戀的看法時被剪掉的橋段。
反同性戀的基督教組織「致力於家庭價值觀的科羅拉多州於1999年試圖推動科羅拉多州審查《南方公園劇場版》的行動時，使用了《基哥哥愛之船》當做依據。該組織發布了「《南方四賤客》行動工具包」，裏頭包含《南方四賤客》劇集的分析、評論及如何讓電影繼續在當地劇院放映的建議。工具包裡還包含針對《基哥哥愛之船》的「同性戀問題分析」，其批評該集「透過屎蛋的狗斯帕基是一隻同性戀狗的不當方式來容忍並接納同性戀」。週刊《Westword》指出，大多數科羅拉多州居民對「致力於家庭價值觀的科羅拉多州」反《南方四賤客》的行為不理不睬，甚至譴責。
《基哥哥愛之船》為《南方四賤客》首部入圍艾美獎最佳動畫節目獎的集數。該集最終輸給了《辛普森家庭》劇集《巨人的垃圾》。1998年，該集奪下了GLAAD媒體獎最佳單集獎的提名，但最後不敵《辛普森家庭》集數《荷馬的恐懼症》。特雷·帕克和馬特·斯通推派《基哥哥愛之船》代表《南方四賤客》參加CableACE獎。最終，《南方四賤客》贏得了最佳動畫電視劇獎。1998年，美國發行量最大的同性戀刊物《Out》將基哥哥列為同性戀群體中最具影響力的百大娛樂圈人物之一。同時，基哥哥也是名單上唯一一個虛構人物。

## 家用媒體
1998年5月5日，《基哥哥愛之船》與另外五集——《阿ㄆㄧㄚˇ的肛門探針》、《增肥4000》、《火山爆發》、《象豬交合》及一同收錄在三卷VHS中發行。這也是《南方四賤客》推出家用媒體的首例。該集與《增肥4000》一同收錄在第二卷VHS中。《基哥哥愛之船》後還與第一季的其他12集收錄在於2002年11月12日推出的《南方四賤客》第一季DVD套裝中。帕克和斯通為每集都錄製了評論音軌，但由於其中某些語句涉及的「標準」問題而未納入DVD，兩人都不接受DVD收錄這些音軌所需要的剪輯和審查，最終所有評論音軌都是經CD單獨發行。